# Vadim Zadoinov
Vadim Zadoinov (în rusă Вадим Задойнов; n. 24 mai 1969, Chișinău, RSS Moldovenească, URSS) este un fost atlet moldovean specializat în 400 m garduri.

## Carieră
Zadoinov a câștigat medalia de bronz pentru Uniunea Sovietică la Campionatul Mondial de Atletism pentru Juniori din 1988. La Campionatul European din 1990 a terminat pe locul 4 la proba 400 m garduri și pe locul 8 la ștafetă 4 × 400 m. La Jocurile Olimpice din 1992 nu a trecut de etapa calificărilor.
De asemenea, a concurat la Campionatele Mondiale din 1993, 1995, 1997 și 1999; nu a ajuns în semifinală decât la Campionatul din 1997. Atletul nu a trecut de calificări nici la Jocurile Olimpice din 1996 și 2000. A ocupat locul 7 la Campionatul European din 1994 și locul 5 la cel din 1998.
Recordul său personal este 48,61 secunde, obținut la Campionatul European din 1990 la Split. Acesta este și recordul național la această probă pentru Republica Moldova.
Vadim Zadoinov este căsătorit cu atleta Olga Bolșova, iar fiica lor Aliona Bolsova este o jucătoare profesionistă de tenis.

## Rezultate
| An                                                              | Competiție                                   | Locație                        | Loc                            | Eveniment                      | Note                           |
| Reprezentând Uniunea Sovietică                                  | Reprezentând Uniunea Sovietică               | Reprezentând Uniunea Sovietică | Reprezentând Uniunea Sovietică | Reprezentând Uniunea Sovietică | Reprezentând Uniunea Sovietică |
| --------------------------------------------------------------- | -------------------------------------------- | ------------------------------ | ------------------------------ | ------------------------------ | ------------------------------ |
| 1987                                                            | Campionatul European pentru Juniori (sub 20) | Birmingham, Regatul Unit       | 3                              | ștafetă 4 × 400 m              | 3:09,55                        |
| 1988                                                            | Campionatul Mondial pentru Juniori           | Sudbury, Canada                | 3                              | 400 m garduri                  | 50,88                          |
| 1990                                                            | Goodwill Games                               | Seattle, Statele Unite         | 7                              | 400 m garduri                  | 50,48                          |
| 1990                                                            | Campionatul European                         | Split, Iugoslavia              | 4                              | 400 m garduri                  | 48,61 (RN)                     |
| 1990                                                            | Campionatul European                         | Split, Iugoslavia              | 8                              | ștafetă 4 x 400 m              | 3:04,17                        |
| Reprezentând Echipa Unificată                                   |                                              |                                |                                |                                |                                |
| 1992                                                            | Jocurile Olimpice                            | Barcelona, Spania              | 34                             | 400 m garduri                  | 51,21                          |
| Reprezentând Republica Moldova                                  |                                              |                                |                                |                                |                                |
| 1993                                                            | Campionatul Mondial de Atletism              | Stuttgart, Germania            | 27                             | 400 m garduri                  | 50,24                          |
| 1994                                                            | Goodwill Games                               | Sankt Petersburg, Rusia        | 5                              | 400 m garduri                  | 49,83                          |
| 1994                                                            | Campionatul European                         | Helsinki, Finlanda             | 7                              | 400 m garduri                  | 49,50 (49,30 sf)               |
| 1995                                                            | Campionatul Mondial                          | Göteborg, Suedia               | 28                             | 400 m garduri                  | 50,24                          |
| 1996                                                            | Campionatul European în sală                 | Stockholm, Suedia              | –                              | 200 m                          | NT                             |
| 1996                                                            | Campionatul European în sală                 | Stockholm, Suedia              | 5                              | 400 m                          | 47,09 (RN)                     |
| 1996                                                            | Jocurile Olimpice                            | Atlanta, Statele Unite         | 28                             | 400 m garduri                  | 49,73                          |
| 1997                                                            | Campionatul Mondial în sală                  | Paris, Franța                  | 25                             | 400 m                          | 48,18                          |
| 1997                                                            | Campionatul Mondial                          | Atena, Grecia                  | 21                             | 400 m garduri                  | 50,07 (49,49 h)                |
| 1997                                                            | Universiada                                  | Catania, Italia                | 6                              | 400 m garduri                  | 50,02                          |
| 1998                                                            | Campionatul European                         | Budapesta, Ungaria             | 5                              | 400 m garduri                  | 49,10                          |
| 1999                                                            | Campionatul Mondial                          | Sevilla, Spania                | 32                             | 400 m garduri                  | 50,14                          |
| 2000                                                            | Jocurile Olimpice                            | Sydney, Australia              | 39                             | 400 m garduri                  | 51,08                          |
| (#) indică poziția în calificări (h – heats) și semifinale (sf) |                                              |                                |                                |                                |                                |